# Wallfahrtskirche Allerheiligen (Jettingen-Scheppach)

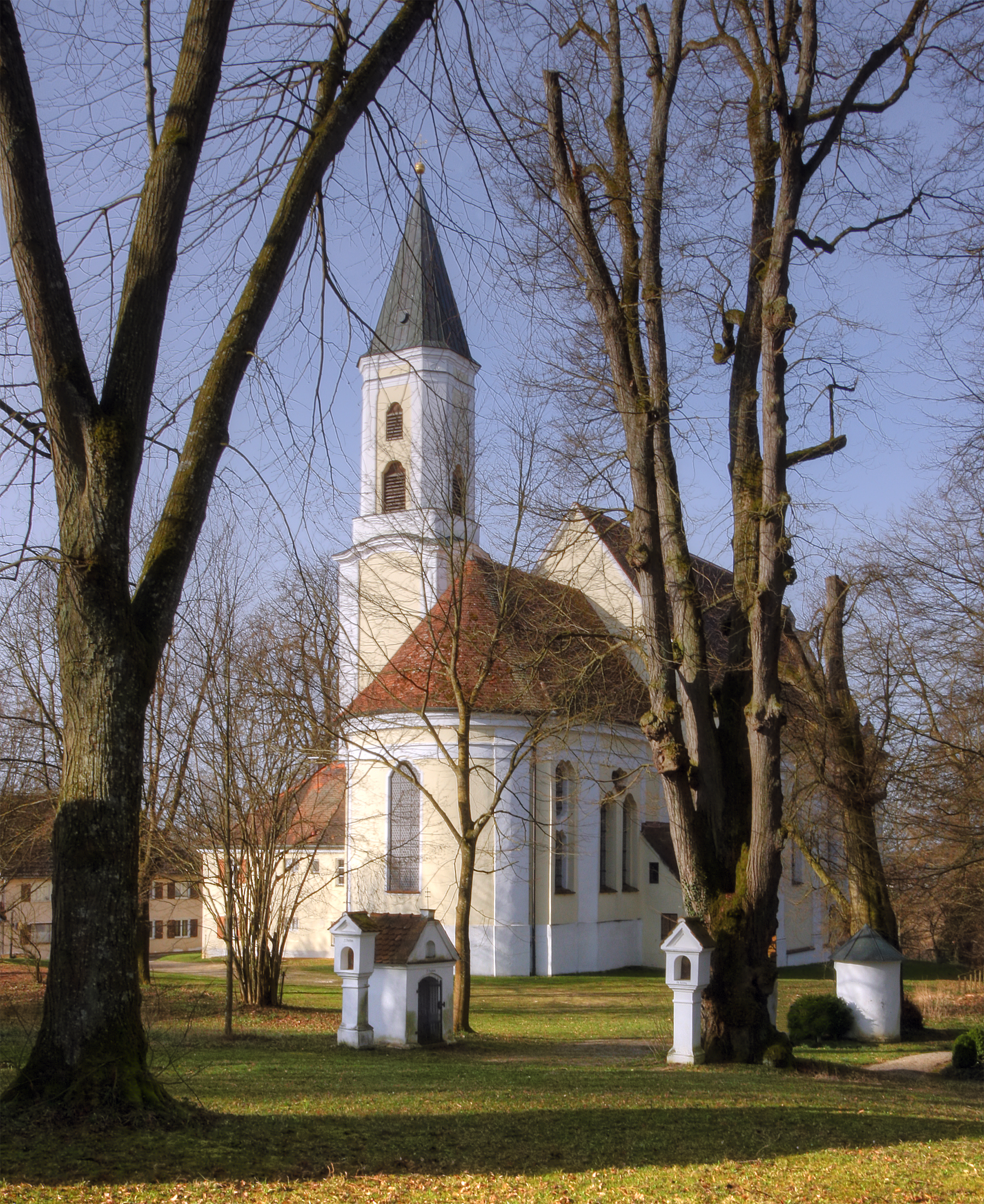
Blick vom Kalvarienberg auf die Ostseite der Kirche

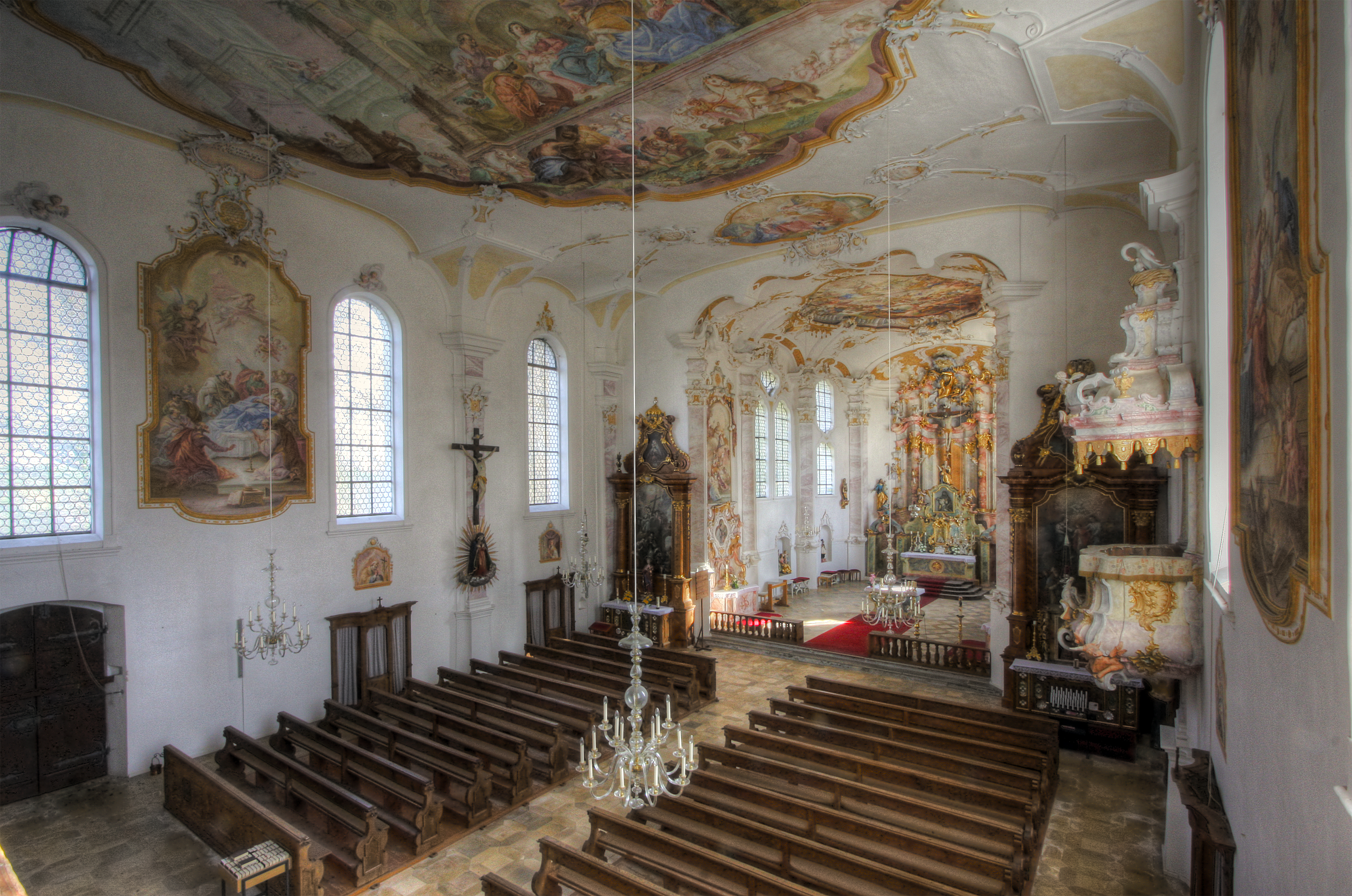
Blick auf Langhaus, Chor und Hochaltar

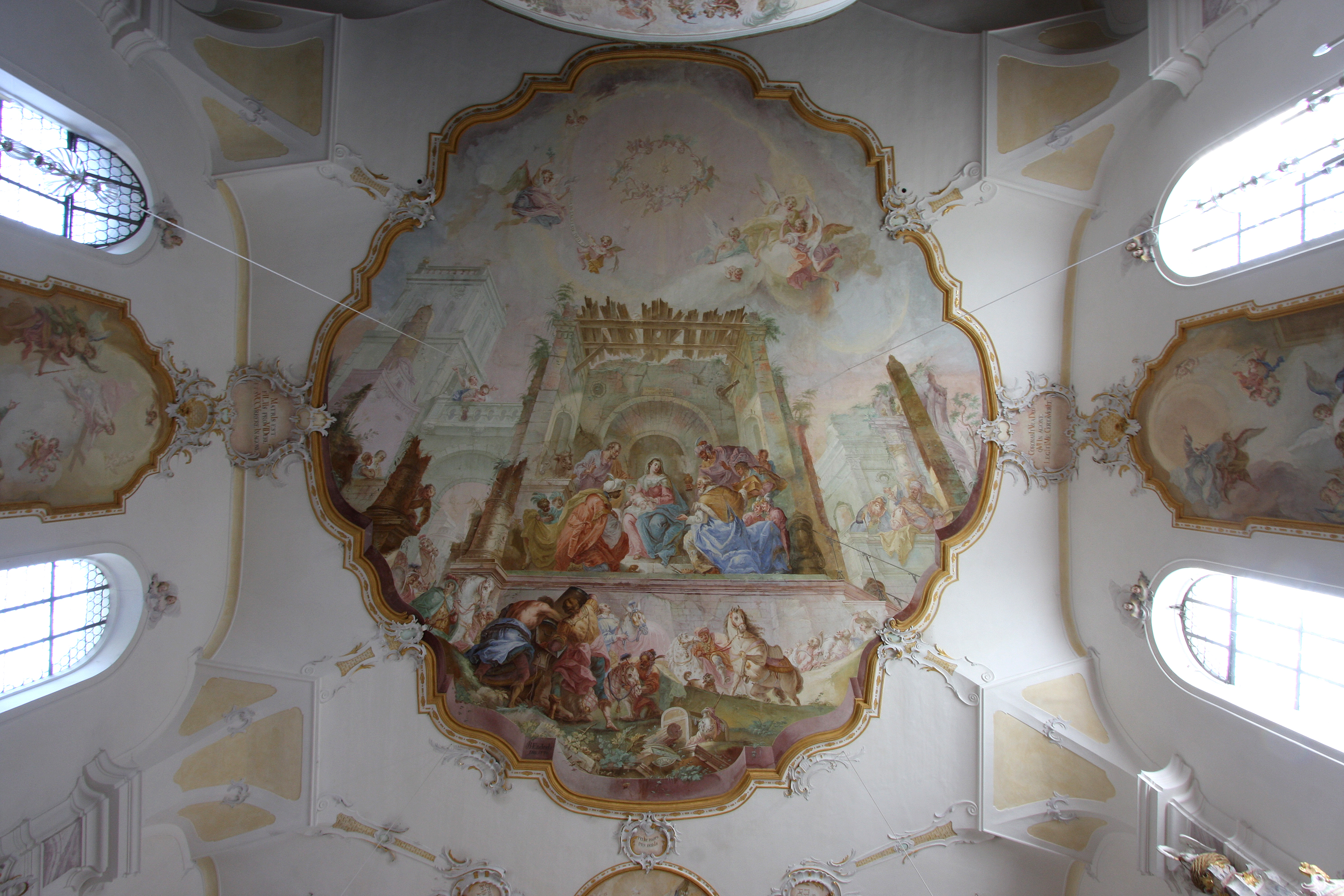
Deckenfresko

Die katholische Wallfahrtskirche Allerheiligen im Ortsteil Scheppach von Jettingen-Scheppach im schwäbischen Landkreis Günzburg ist eine Wallfahrtskirche im Stil des Schwäbischen Barocks. Die Wallfahrt wird erstmals im Jahre 1395 schriftlich erwähnt. Die Herren von Knöringen, ein ortsansässiges Adelsgeschlecht, gelten als Förderer des Ausbaus der Kirche. Im 18. Jahrhundert fand die größte Umbaumaßnahme statt, hinzu kommen Renovierungen in der Mitte des 20. Jahrhunderts.

## Baugeschichte
Zuerst stand nur eine kleine Kapelle östlich von Scheppach auf einer bewaldeten Anhöhe. Die Herren von Knöringen unterstützten und finanzierten den Erweiterungsbau der Filialkirche. Das Langhaus wurde 1732 durch den Baumeister Simpert Kraemer erneuert. Darauf folgten 1753–55 der Chor und das Turmoktogon sowie erneut das Langhaus durch Joseph Dossenberger den Jüngeren 1770/71. Schließlich weihte man das Gotteshaus 1779. Die Wände des Langhauses sind auf der Innen- und Außenseite durch Pilaster gegliedert. Der Turm mit Helm stammt aus dem 19. Jahrhundert. Die Flachdecke schmücken Stichkappen über einzelnen Pilastern.

## Ausstattung
Der Stil der Ausstattung ist in „volksliedhaft fröhlichem Rokoko“ gehalten. Die Ecken des breiten Langhauses wurden abgerundet, im Westwerk befindet sich eine geschweifte Doppelempore. Der Freskenschmuck wurde 1770/71 durch Johann Baptist Enderle aufgetragen. Diese Decken- und Wandfresken zählen zu den Meisterwerken Enderles. Das Hauptfresko, der Allerheiligenhimmel im Langhaus, stellt die Anbetung der Heiligen Dreifaltigkeit durch die Engel und Heiligen dar, daher der Name der Kirche. Die einzelnen Gruppen befinden sich jeweils auf Wolkenballen. Eine Inschrift lautet: „Sit Trino, sit uni Deo sicut in Principio, sit semper Gloria“ (Dem Dreieinigen, einen Gott sei im Anfang, sei allezeit die Ehre). Das Fresko ist von drei kleinen Kartuschen umgeben.
Den anderen thematischen Freskenzyklus im Langhaus bilden die Jugendjahre Jesu Christi. Eine Renovierung der Fresken und der gesamten Kirche fand 1969 statt. Das Fresko über dem Chorbogen zeigt Maria Verkündigung mit vier Kartuschen. Hier findet sich eine Signatur "J.B. Enderle 1770". Auf südlicher Langhausseite befindet sich noch eine Stuckkanzel. Im Chor stehen vielerlei kleine Figuren wie die der Heiligen Veronika oder Anna selbdritt.

### Altäre
Der Hochaltar, angebaut an die Abschlusswand des Chores, ist mit einer bis in die Deckenwölbung reichenden Säulenarchitektur versehen. In seiner Mitte hängt ein gotisches Kruzifix, das zusammen mit der Gottvater-Figur und der Heilig-Geist-Taube die Dreifaltigkeit repräsentiert. Über dem Altar hängt das Wappen der Herrschaft Freyberg-Haldenwang.
Bei zwei weiteren Altären, jeweils an der Nord- und Südwand zwischen den Pilastern bei Chorbeginn, die übereck aufgestellt sind, begegnet man nördlich den Altarbildern des Heiligen Joseph und dem Brustbild des St. Aloisius und südlich St. Leonard und Brustbildnis St. Franz Xaver. Die Altäre im Langhaus sind dunkelbraun gefasst. Die Motive sind links Johannes Nepomuk und rechts der Hl. Franziskus von Johann Georg Lederle.